# Patrick White
Patrick White (født 28. maj 1912 i London, død 30. september 1990) var en australsk forfatter. Han modtog nobelprisen i litteratur i 1973 "for en episk og psykologisk narrativ kunst, der introduceret et nyt kontinent i litteraturen".

## Udvalgt bibliografi
- The Tree of Man (1955)
- Voss (1957)
- Riders in the Chariot (1961)
- The Twyborn Affair (1979)

Eneste titel af White, der er oversat til dansk, er:
- Kvinden der ikke måtte holde katte og andre noveller (1974, originaltitel: The Burnt Ones, 1964)